# No todo lo puedes dar
No todo lo puedes dar es el tercer álbum de estudio de la cantante y actriz mexicana Ximena Sariñana. Se lanzó el 4 de noviembre de 2014 por Warner Music Group. Consta de doce pistas originales, escritas en su mayoría por ella misma.
Dos sencillos fueron lanzados como oficiales acompañados de un video oficial; el primero «Sin ti no puede estar tan mal» salió a la luz el 18 de septiembre de 2014, posteriormente se publicó «Ruptura» el 17 de marzo del 2015, aunque también destacaron canciones como «Parar a tiempo» y «La vida no es fácil».

## Antecedentes
No todo lo puedes dar, fue grabado en la Ciudad de México y Los Ángeles en 2013 y lanzado digitalmente el 4 de noviembre de 2014. El sencillo principal, «Sin ti no puede estar tan mal», contó con un video lírico dirigido por su hermano Sebastián, filmado en la Ciudad de México y lanzado en YouTube el 18 de septiembre de 2014. El video musical oficial fue publicado el 1 de octubre de ese mismo año. Después de grabar un álbum en inglés, Sariñana afirmó que componer en español fue un reto, ya que tuvo que reaprender a escribir en su idioma. El disco fue descrito como pop con un estilo alternativo y fue inspirado por su regreso a México tras vivir en Estados Unidos. La producción estuvo a cargo de Sariñana junto a Alejandro Rosso, de Plastilina Mosh.

## Lista de canciones
| N.º   | Título                           | Escritor(es)                                     | Duración |  |
| 1.    | «Parar a tiempo»                 | Ximena Sariñana / Alejandro Rosso                | 4:39     |  |
| 2.    | «La vida no es fácil»            | Ximena Sariñana                                  | 3:48     |  |
| 3.    | «No voy a decir que no»          | Ximena Sariñana / Juan Manuel Torreblanca        | 3:31     |  |
| 4.    | «Sin ti no puede estar tan mal»  | Ximena Sariñana / Áureo Baqueiro                 | 4:35     |  |
| 5.    | «No todo lo puedes dar»          | Ximena Sariñana                                  | 4:47     |  |
| 6.    | «Ruptura»                        | Ximena Sariñana / Mario Domm                     | 4:09     |  |
| 7.    | «No vas a venir»                 | Ximena Sariñana / Tommy Torres                   | 3:42     |  |
| 8.    | «Cuando mientes»                 | Ximena Sariñana / Áureo Baqueiro                 | 2:58     |  |
| 9.    | «Este final»                     | Ximena Sariñana / Áureo Baqueiro                 | 4:10     |  |
| 10.   | «Un amor / En medio de la noche» | Ximena Sariñana                                  | 6:43     |  |
| 11.   | «Cuidado conmigo»                | Ximena Sariñana / Álex Ferreira                  | 4:04     |  |
| 12.   | «Juntos por siempre (We belong)» | Ximena Sariñana / Dan Navarro / David Eric Lowen | 3:37     |  |
| 49:20 |                                  |                                                  |          |  |

| Edición de lujo (Disco uno) |                                  |                                           |          |  |
| N.º                         | Título                           | Escritor(es)                              | Duración |  |
| 1.                          | «Parar a tiempo»                 | Ximena Sariñana / Alejandro Rosso         | 4:39     |  |
| 2.                          | «La vida no es fácil»            | Ximena Sariñana                           | 3:48     |  |
| 3.                          | «No voy a decir que no»          | Ximena Sariñana / Juan Manuel Torreblanca | 3:31     |  |
| 4.                          | «Sin ti no puede estar tan mal»  | Ximena Sariñana / Áureo Baqueiro          | 4:35     |  |
| 5.                          | «No todo lo puedes dar»          | Ximena Sariñana                           | 4:47     |  |
| 6.                          | «Ruptura»                        | Ximena Sariñana / Mario Domm              | 4:09     |  |
| 7.                          | «No vas a venir»                 | Ximena Sariñana / Tommy Torres            | 3:42     |  |
| 8.                          | «Cuando mientes»                 | Ximena Sariñana / Áureo Baqueiro          | 2:58     |  |
| 9.                          | «Este final»                     | Ximena Sariñana / Áureo Baqueiro          | 4:10     |  |
| 10.                         | «Un amor / En medio de la noche» | Ximena Sariñana                           | 6:43     |  |
| 11.                         | «Cuidado conmigo»                | Ximena Sariñana / Álex Ferreira           | 4:04     |  |

| Edición de lujo (Disco dos) |                                                                    |                                           |          |  |
| N.º                         | Título                                                             | Escritor(es)                              | Duración |  |
| 1.                          | «La vida no es fácil (Live)»                                       | Ximena Sariñana                           | 3:54     |  |
| 2.                          | «La tina (Live)»                                                   | Ximena Sariñana                           | 4:12     |  |
| 3.                          | «No voy a decir que no (Live)» (featuring Juan Manuel Torreblanca) | Ximena Sariñana / Juan Manuel Torreblanca | 3:46     |  |
| 4.                          | «Normal (Live)»                                                    | Ximena Sariñana                           | 4:10     |  |
| 5.                          | «Aire soy (Live)»                                                  | Miguel Bosé / Riccardo Giagni             | 3:42     |  |
| 6.                          | «Ruptura (Live)»                                                   | Ximena Sariñana / Mario Domm              | 4:05     |  |
| 7.                          | «Fiesta forever (Live)»                                            |                                           | 4:15     |  |
| 8.                          | «No vuelvo más (Live)»                                             | Ximena Sariñana / Leo Minax               | 4:47     |  |
| 9.                          | «Sin ti no puede estar tan mal (Live)»                             | Ximena Sariñana / Áureo Baqueiro          | 4:36     |  |
| 10.                         | «En clave (Live)»                                                  | Ximena Sariñana / Leiva                   | 5:17     |  |

| DVD |                                                                    |                                           |          |  |
| N.º | Título                                                             | Escritor(es)                              | Duración |  |
| 1.  | «La vida no es fácil (Live)»                                       | Ximena Sariñana                           | 3:54     |  |
| 2.  | «La tina (Live)»                                                   | Ximena Sariñana                           | 4:12     |  |
| 3.  | «No voy a decir que no (Live)» (featuring Juan Manuel Torreblanca) | Ximena Sariñana / Juan Manuel Torreblanca | 3:46     |  |
| 4.  | «Normal (Live)»                                                    | Ximena Sariñana                           | 4:10     |  |
| 5.  | «Aire soy (Live)»                                                  | Miguel Bosé / Riccardo Giagni             | 3:42     |  |
| 6.  | «Ruptura (Live)»                                                   | Ximena Sariñana / Mario Domm              | 4:05     |  |
| 7.  | «Fiesta forever (Live)»                                            |                                           | 4:15     |  |
| 8.  | «No vuelvo más (Live)»                                             | Ximena Sariñana / Leo Minax               | 4:47     |  |
| 9.  | «Sin ti no puede estar tan mal (Live)»                             | Ximena Sariñana / Áureo Baqueiro          | 4:36     |  |
| 10. | «En clave (Live)»                                                  | Ximena Sariñana / Leiva                   | 5:17     |  |

## Historial de lanzamiento
| País   | Fecha                  | Formato(s)            | Sello              | Ref.  |
| ------ | ---------------------- | --------------------- | ------------------ | ----- |
| México | 4 de noviembre de 2014 | CD + Descarga digital | Warner Music Group | [ 6 ] |